# Wilhelm Holzbauer
Wilhelm Holzbauer (Salzburgo, 3 de septiembre de 1930-Viena, 15 de junio de 2019) fue un arquitecto austriaco, considerado un modernista «pragmático». 

## Biografía
Fue alumno de Clemens Holzmeister en la Universidad de Tecnología de Viena entre 1950 y 1953. Entre 1956 y 1957 estudió en el Instituto de Tecnología de Massachusetts como becario Fulbright. De 1977 a 1998 fue profesor en la Universidad de Artes Aplicadas de Viena.

## Proyectos

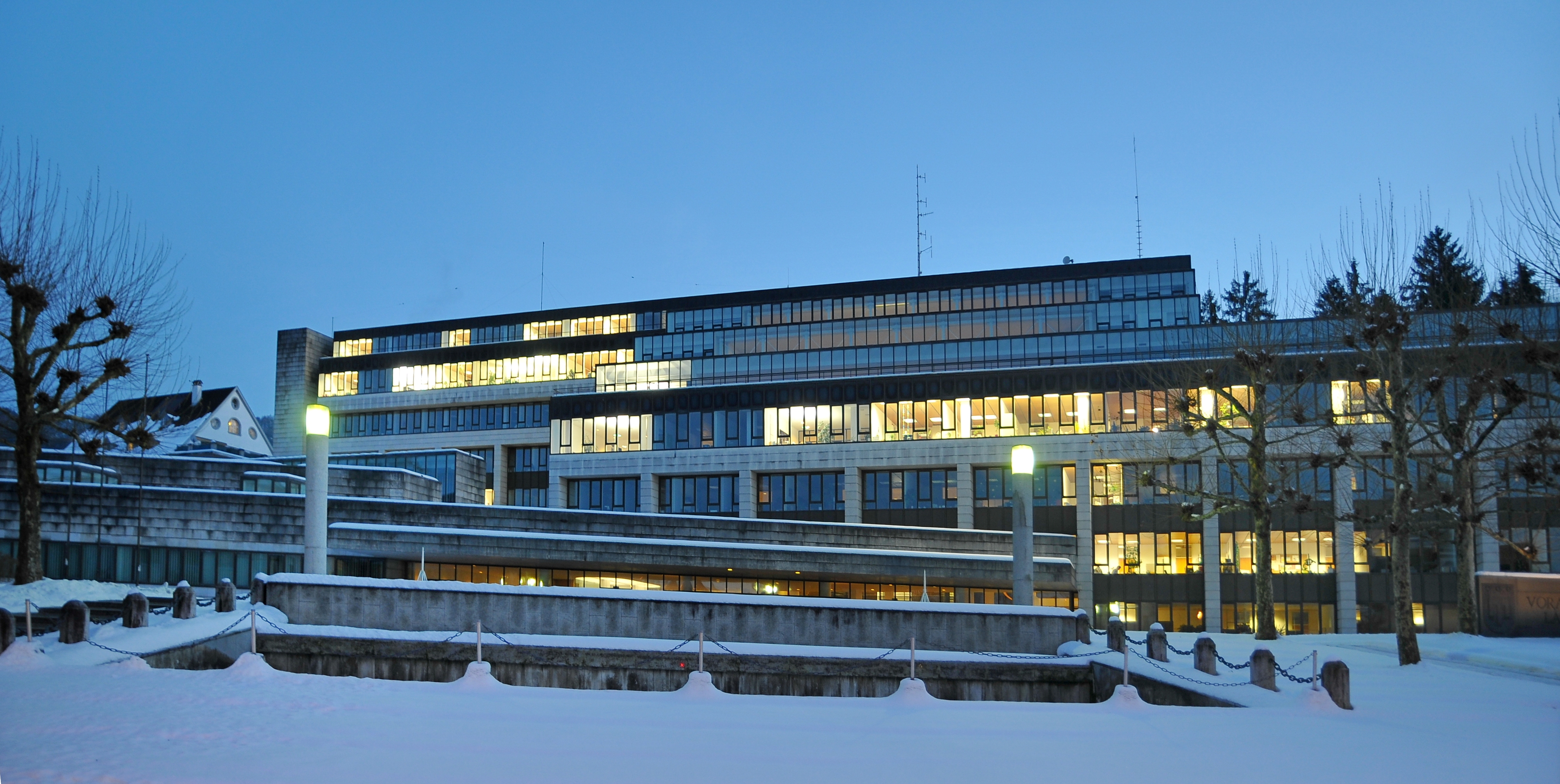
Landhaus en Brengenz (1975-81)
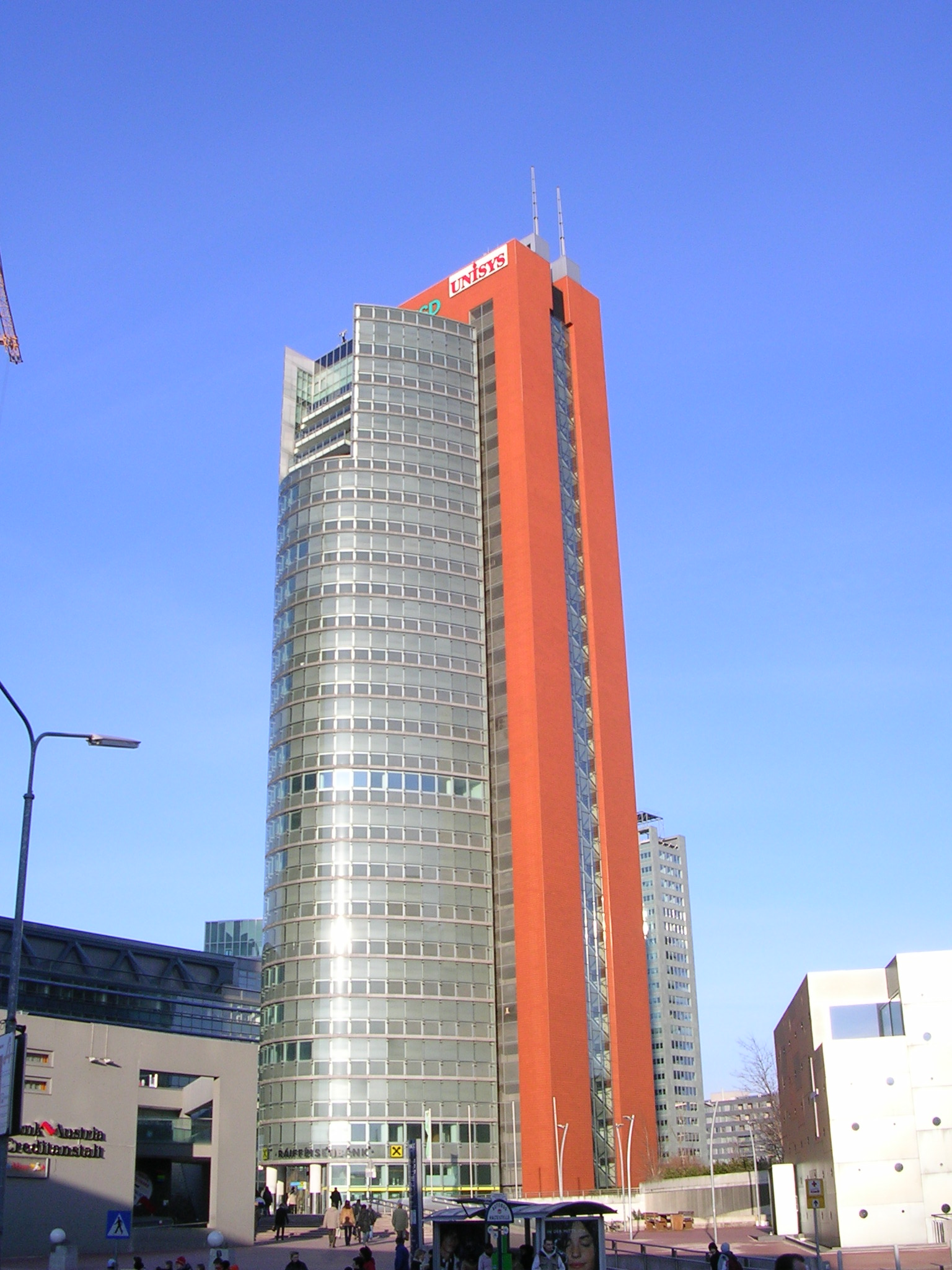
Andrómeda Tower, Viena (1996-98)
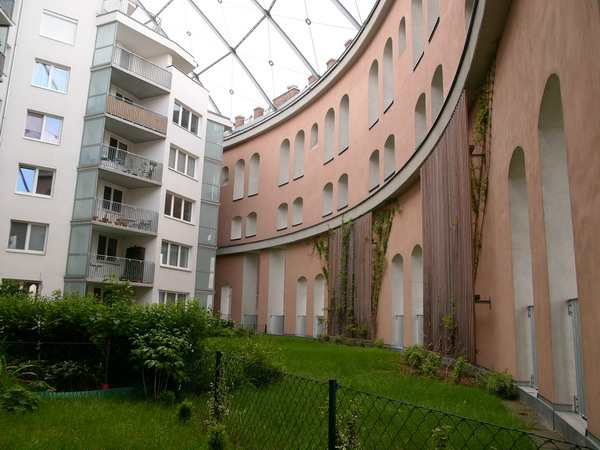
Gasómetro D, Viena (1999-2001)
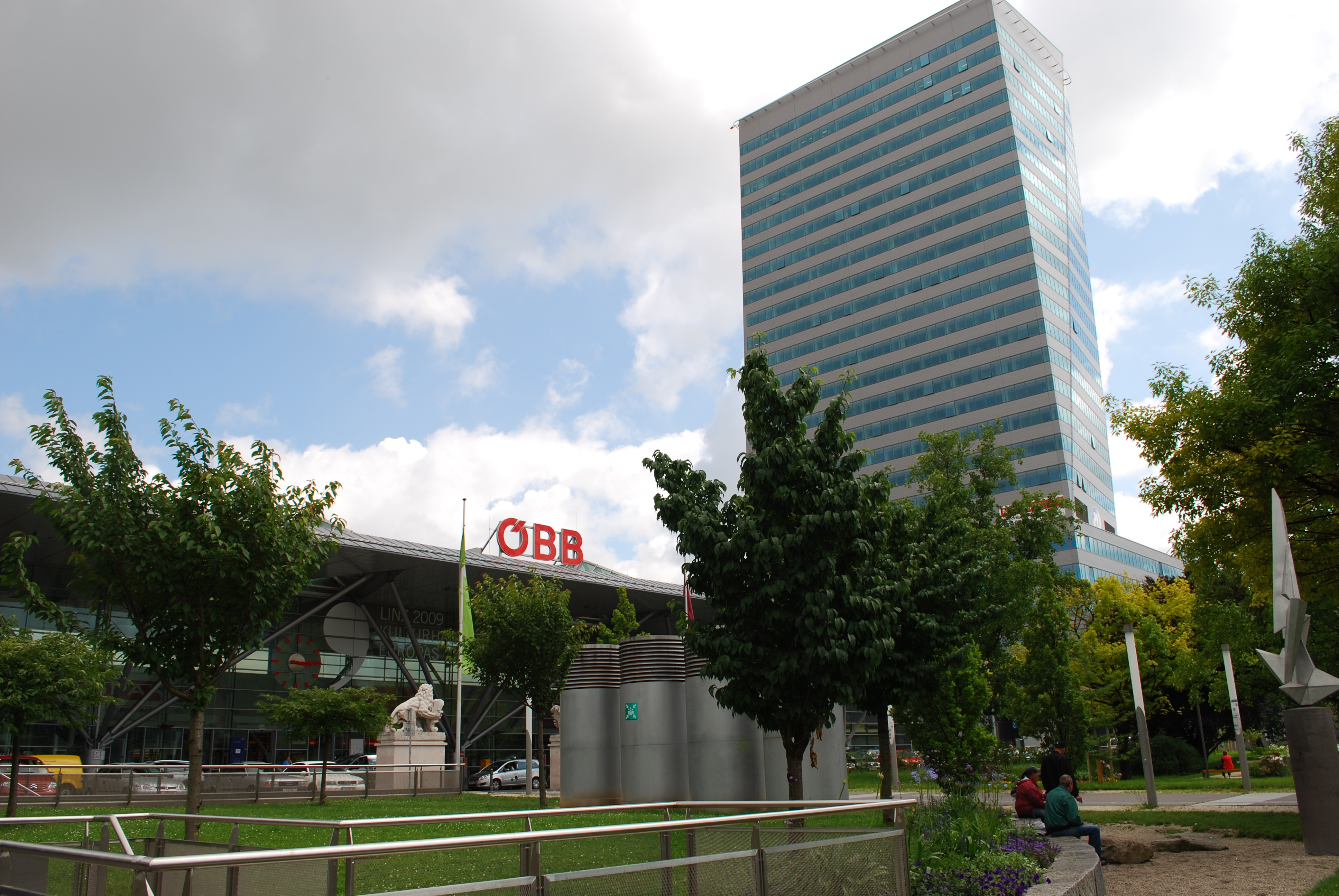
Estación Central de Linz (2001-05)
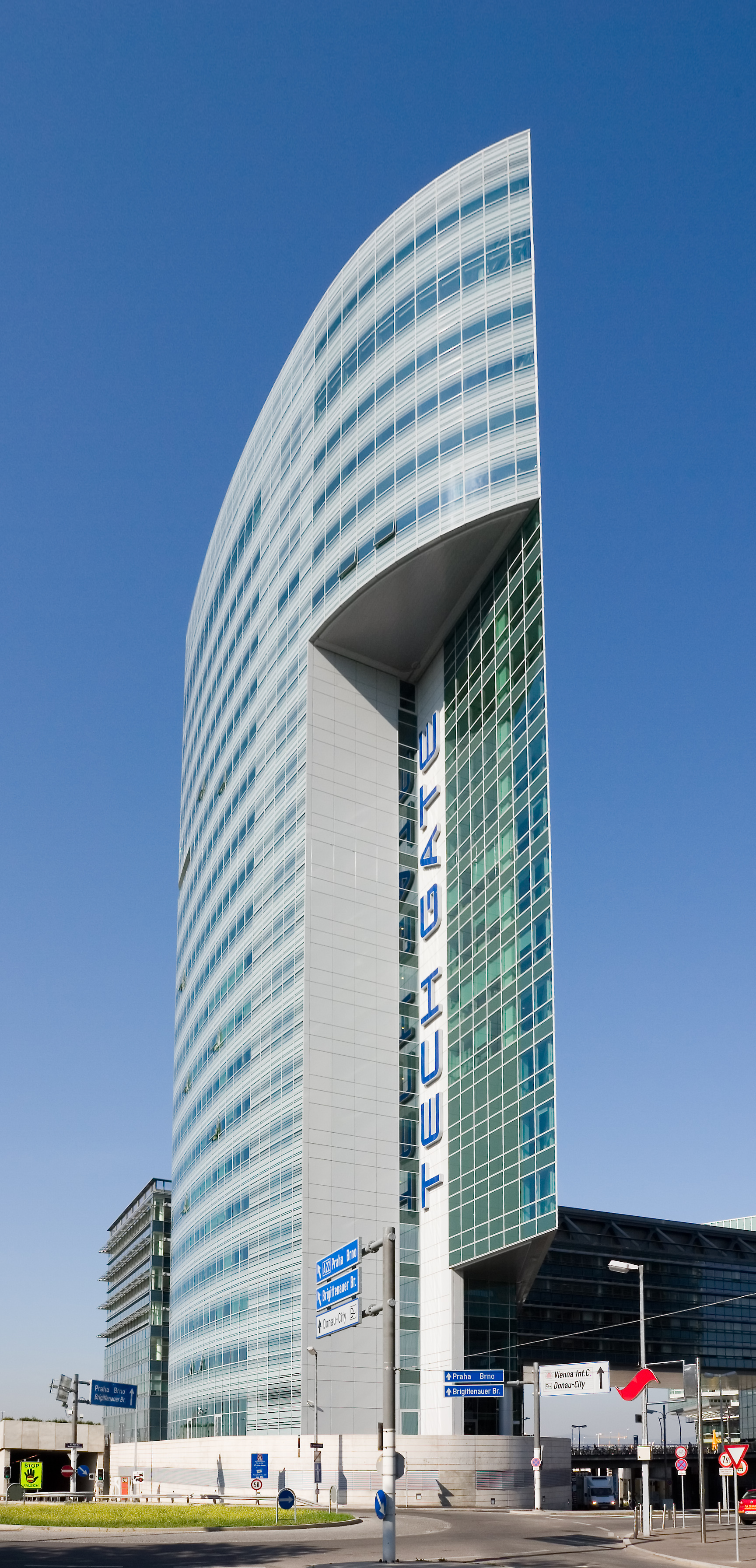
Tech Gate Tower, Viena (2003-05)